# 财富美国500强
财富美国500强（英語：Fortune 500），是指美国《财富》杂志每年评选的全美最大的500家公司的排行榜，以公司的营业额为排名。第一期美国财富500强评选于1955年。